# John Stevenson (Regisseur)

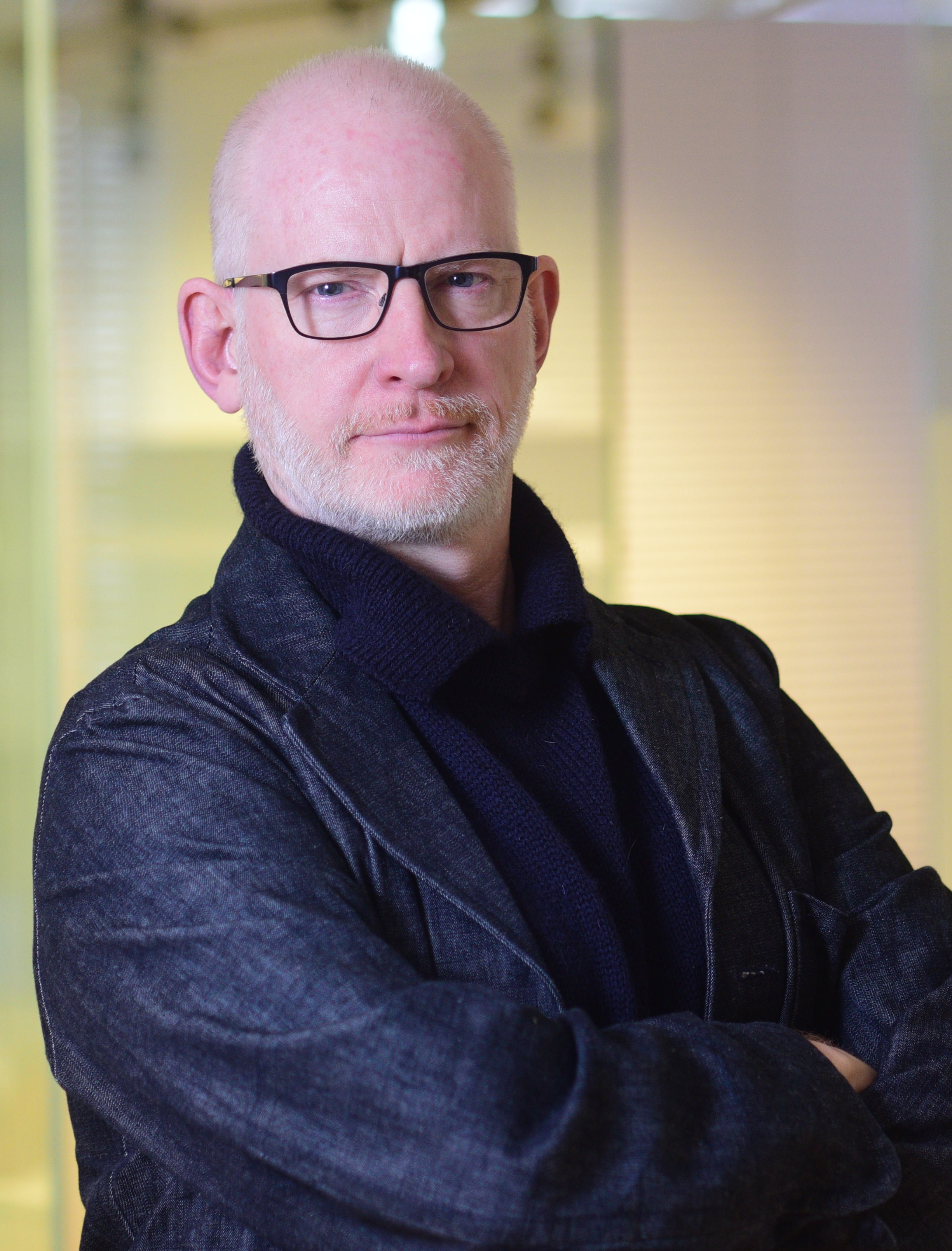
John Stevenson (2018)

John Stevenson (* 1958 in London) ist ein britischer Regisseur und Animator.

## Leben und Wirken
Stevenson begann mit 19 Jahren in den Puppenstudios von Jim Henson in London zu arbeiten, was seine Leidenschaft für Geschichtenerzählen begründete.
Von 1991 bis 1995 war Stevenson fest angestellter Designer/Regisseur bei Colossal Pictures und arbeitete an Zeichentrickserien wie Zurück in die Zukunft und The Moxy Pirate Show. Außerdem entwarf er Werbespots für Cheerios, Little Caesars sowie Parker Brothers und entwickelte Showformate und Konzepte für Nickelodeon. Während der zweiten Hälfte der 1990er Jahre arbeitete Stevenson an verschiedenen Animationsprojekten für Film und Fernsehen, unter anderem entwarf er Figuren für DreamWorks’ Toonsylvania und arbeitete als Storyboard-Künstler und Figurendesigner für die Filme Antz und Toy Story 2. Währenddessen arbeitete er zudem als unabhängiger kreativer Berater für CBS, NBC, Walt Disney Productions, Colossal Pictures und Protozoa Pictures.
Stevenson führte Regie bei vier Episoden der DreamWorks-Fernsehserie Ein Löwe in Las Vegas und war als Head of Story bei PDI (Pacific Data Images)/DreamWorks tätig, wo er als Story Artist bei den Filmen Shrek – Der tollkühne Held, Shrek 2 – Der tollkühne Held kehrt zurück und Madagascar mitarbeitete. Im Rahmen dieser Tätigkeit erstellte er auch die Storyboards für die Animationsfilme Spirit – Der wilde Mustang und Sinbad – Der Herr der sieben Meere. Als Mitglied des kreativen Prüfungsausschusses von PDI/DreamWorks wirkte Stevenson an einer Vielzahl von Projekten mit und unterrichtete die Künstler von PDI und der in San Francisco ansässigen Wild Brain Productions in Sachen Storyentwicklung.
Bekanntheit erreichte Stevenson, als er 2008 bei Kung Fu Panda gemeinsam mit Mark Osborne Regie führte. Der Film brachte Einnahmen in Höhe von über 600 Millionen US-Dollar, gewann einen Annie Award als bester Animationsfilm und wurde in der gleichen Kategorie für einen Oscar nominiert. 2018 führte Stevenson Regie bei dem Animationsfilm Sherlock Gnomes.
Nebenbei hält Stevenson des Öfteren Vorträge über den kreativen Prozess der Story-Entwicklung an Schulen, Universitäten oder Unternehmen wie PlayStation und Lego.

## Filmografie

### Regie
- 1995: The Twisted Tales of Felix the Cat (Fernsehserie, 1 Folge)
- 2004–05: Ein Löwe in Las Vegas (Fernsehserie, 4 Folgen)
- 2008: Kung Fu Panda
- 2012: The Polar Bears (Kurzfilm)
- 2018: Sherlock Gnomes
- 2022: Middle Watch (Kurzfilm)

### Animation (Auswahl)
- 1991: Zurück in die Zukunft (Fernsehserie, 7 Folgen)
- 2001: Shrek – Der tollkühne Held
- 2002: Spirit – Der wilde Mustang
- 2003: Sinbad – Der Herr der sieben Meere
- 2005: Madagascar

### Ausstattung (Auswahl)
- 1978–1981: Die Muppet Show (Fernsehserie, 4 Folgen)
- 1996: James und der Riesenpfirsich
- 2001: Shrek – Der tollkühne Held
- 2003: Sinbad – Der Herr der sieben Meere
- 2004: Ein Löwe in Las Vegas
- 2007: Shrek der Dritte